# Balzheim
Balzheim település Németországban, azon belül Baden-Württembergben.

## Népessége
Lakosainak száma 2160 fő (2023. december 31.).
| Lakosok száma | 1443 | 1996 | 2046 | 2056 | 2121 | 2141 | 2160 |
|               | 1975 | 2014 | 2017 | 2019 | 2021 | 2022 | 2023 |